# Stridsvagn L-60
Lo Stridsvagn L-60 (Strv L-60), conosciuto anche come Landsverk L-60, era un carro armato leggero svedese sviluppato nel 1934.

## Storia

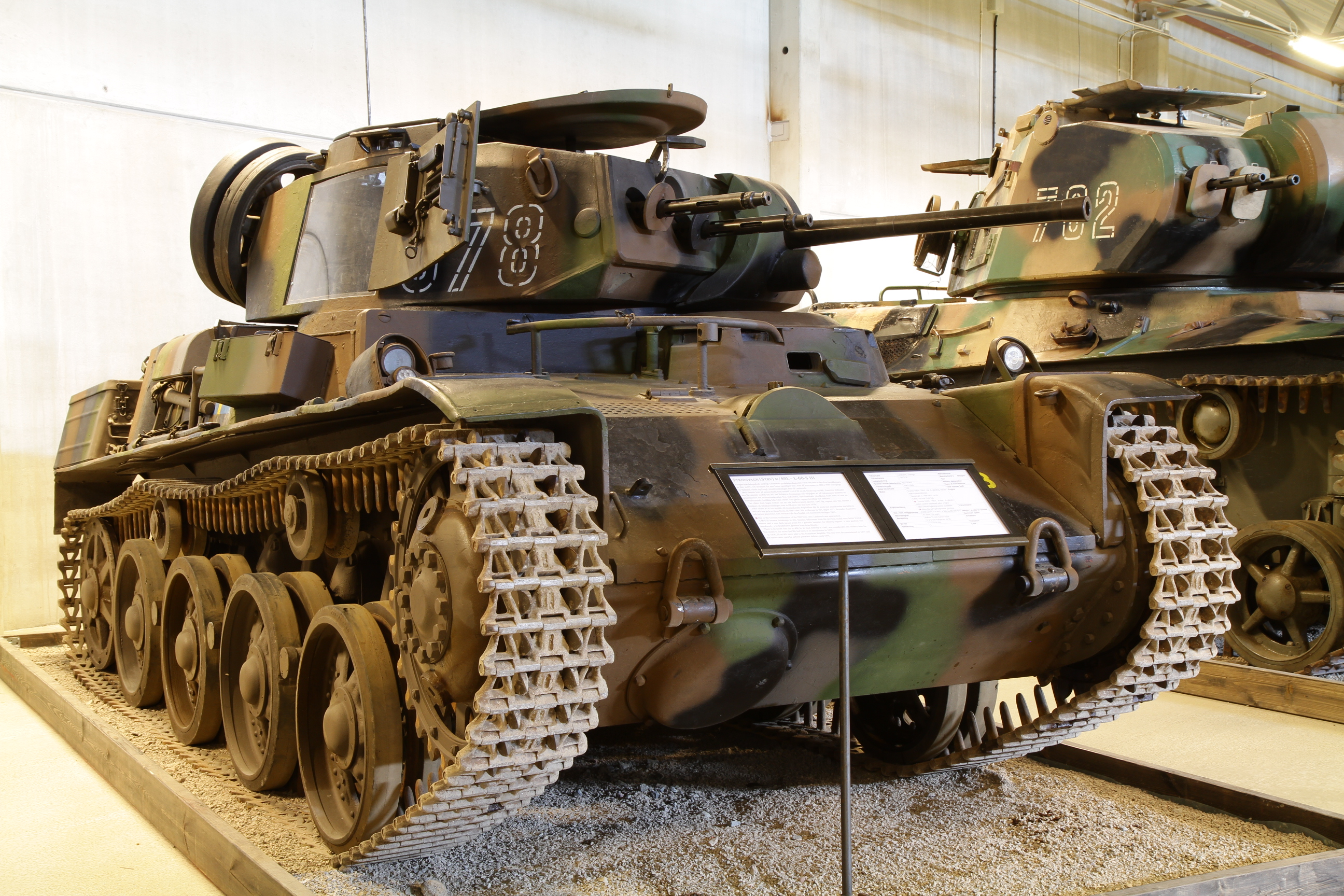
Stridsvagn m40K

Il Strv L-60 venne realizzato dalla AB Landsverk sulla base di soluzioni adottate da russi e tedeschi sui loro carri leggeri. Venne progressivamente migliorato ed immesso in servizio in quattro varianti: L-60A, L-60C con cannone da 37 mm, L-60D con nuova torretta armata con cannone da 37 mm e mitragliatrice binata. Le evoluzioni finali del carro, adottate dall'Esercito svedese, furono il Stridsvagn m/38 ed i successivi Stridsvagn m/39 e Stridsvagn m/40.

## Varianti
- L-60 - la prima variante prodotta e consegnata a:[1]:
  -  Irlanda - 2 ordinati nel 1935.
  -  Austria - 1 ordinato nel 1936.
  -  Ungheria - 1 ordinato insieme al Landsverk L-62, probabilmente in un allestimento simile al m/38 con cannone Bofors 37 mm ed apparato radio. L'Ungheria poi ottenne la licenza di produzione che portò alla produzione del 38M Toldi.
- L-60 S: variante per l'Esercito svedese[1]:
  - L-60 S/I (Strv m/38) - 15 ordinati nel 1937 e consegnati nel 1939.
  - L-60 S/II (Strv m/39) - 20 ordinati nel 1939 e consegnati nel 1940.
  - L-60 S/III (Strv m/40L) - 100 ordinati nel 1940 e consegnati nel 1941.
  - L-60 S/IV
  - L-60 S/V (Strv m/40K) - 80 ordinati nel 1942 e consegnati 1944 dalla Karlstads Mekaniska Verkstad, un subcontraente che assemblava i carri.

## Impiego all'estero

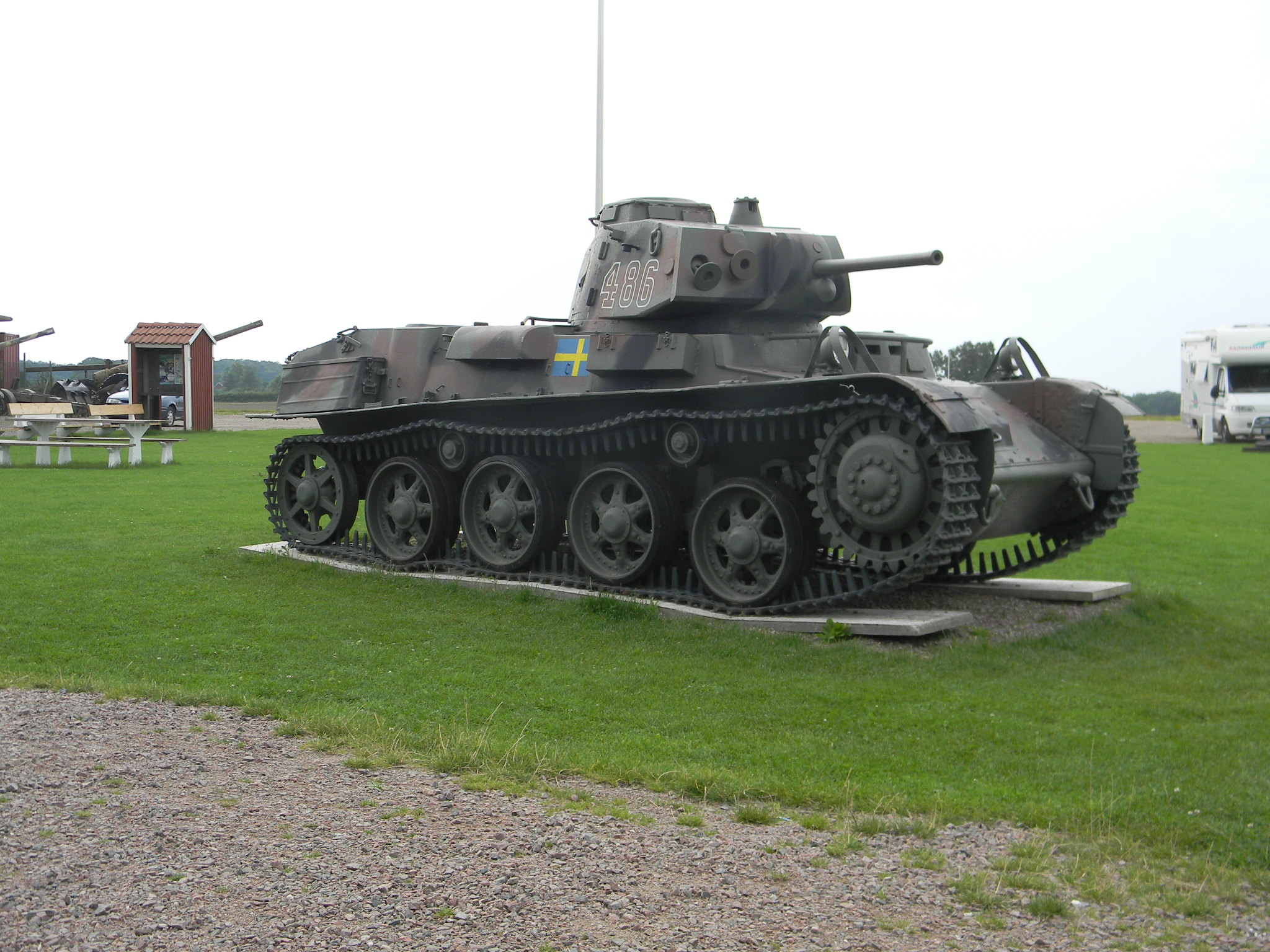
Stridsvagn m/40 al Beredskapsmuseet di Helsingborg.

### Ungheria
Il L-60 venne costruito su licenza in Ungheria dalla Manfréd Weiss per l'Esercito ungherese ed adottato come 38M Toldi.

### Irlanda
Il primo Landsverk L-60 irlandese fu consegnato nel 1935 e si unì all'unico altro carro Vickers Medium Mark II nel 2nd Armoured Squadron. Il secondo L-60 arrivò nel 1936. Questi carri rimasero in servizio fino alla fine degli anni sessanta. Un L-60 è conservato in condizioni di marcia ed un altro è conservato nel National Museum of Ireland di Dublino.

### Repubblica Dominicana
Nel 1956 furono venduti 20 carri all'esercito della Repubblica Dominicana, ricondizionati e denominati L-60L. Nella guerra civile dominicana dell'aprile 1965 questi carri entrarono in azione contro le forze americane dell'Operazione Power Pack. Tre L-60L furono distrutti: uno da un cannone senza rinculo da 106 mm M40 americano dell'82nd Airborne Division, mentre gli altri furono messi fuori combattimento rispettivamente da un M50 Ontos e un M48 Patton dell'US Marine Corps. Alla fine del conflitto i 12 carri ancora funzionanti furono restaurati con l'assistenza degli Stati Uniti e reimmessi in servizio, rimanendovi fino al 2002. Un esemplare ottimamente preservato in condizione di marcia viene conservato come mezzo storico dell'esercito dominicano.